# Trichonephila komaci
Trichonephila komaci is een spinnensoort uit de familie van de wielwebspinnen (Araneidae). Het is de grootst bekende webspin. De wetenschappelijke naam van de soort werd in 2009 als Nephila komaci gepubliceerd door Matjaž Kuntner en Jonathan A. Coddington.